# Flughafen Türkmenabat

i8
i11
i13
Der Flughafen Türkmenabat (turkmenisch Türkmenabat şäheriniň howa menzil, englisch Turkmenabat Airport, auch Flughafen Chardzhou, IATA-Code: CRZ, ICAO-Code: UTAV)  ist ein turkmenischer Verkehrsflughafen nahe Türkmenabat, auch als Chardzhou bekannt. Der IATA-Code des Flughafens ist vom letzteren Stadtnamen abgeleitet. Der Flughafen liegt unmittelbar östlich vom Stadtzentrum am Stadtrand von Türkmenabat.
Der Flughafen wurde im Jahr 2010 modernisiert und kann pro Stunde 300–500 Passagiere bewältigen.
Mit Stand Mai 2012 wird der Flughafen lediglich von der einheimischen Staatsfluggesellschaft Turkmenistan Airlines angeflogen, die ab hier mehrmals täglich in die Landeshauptstadt Aschgabat pendelt sowie ab hier zweimal wöchentlich ebenfalls national Daşoguz anfliegt. Auf beiden Routen werden Jets des Typs Boeing 717 eingesetzt.

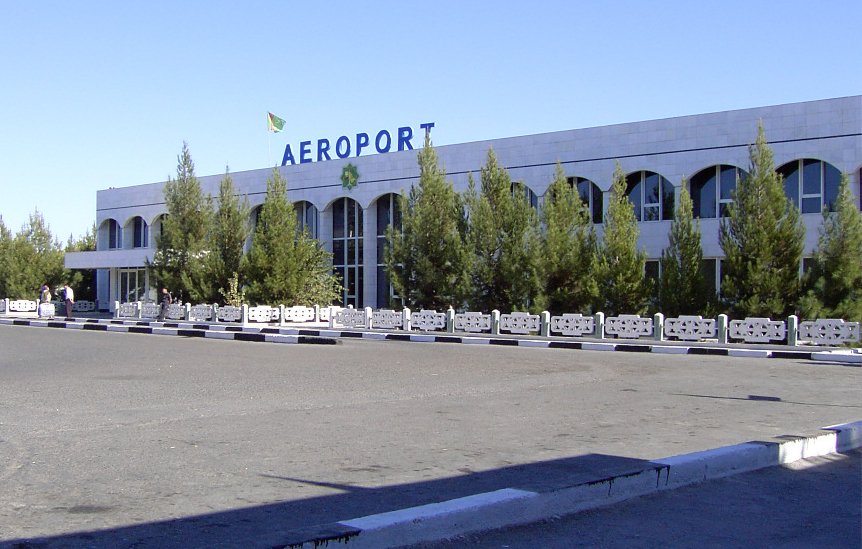
Altes Terminalgebäude

## Neuer Flughafen
2013 wurde an einem neuen Standort 15 Kilometer südlich des Stadtzentrums mit dem Bau eines neuen Flughafenkomplexes begonnen. An der Zeremonie zur Grundsteinlegung am 14. Februar 2013 nahmen der Präsident der Ukraine, Wiktor Janukowytsch, und der Präsident von Turkmenistan, Gurbanguly Berdimuhamedow, teil. Die Baumaßnahme wurde von dem Unternehmen Gundogdy durchgeführt, einem Mitglied der Union der Industriellen und Unternehmer Turkmenistans. Das Gebäude des Passagierterminals umfasst eine Fläche von 37.000 Quadratmetern.
Am 26. Februar 2018 fand die Eröffnungsfeier des neuen Flughafens statt, an der Gurbanguly Berdimuhamedow teilnahm. Die Kapazität des neuen Flughafens beträgt 500 Passagiere pro Stunde. Die 3800 Meter lange und 60 Meter breite Landebahn aus Beton ist mit modernen Befeuerungs- und Schlechtwettersystemen ausgestattet und kann von allen Flugzeugtypen bis hin zum Airbus A380 und Boeing B747-8 sowie Großfrachtern  angeflogen werden. Das Frachtterminal des Flughafens ist für 200.000 Tonnen Fracht pro Jahr ausgelegt. Eine zentrale Tankstelle ermöglicht die gleichzeitige Versorgung mehrerer Flugzeuge.
Die architektonische Einzigartigkeit des Passagierterminals, das auf einer Fläche von mehr als 12.000 Quadratmetern eine riesige Sternform verkörpert, ist im Guinness-Buch der Rekorde vermerkt.